# 埼玉市浦和駒場體育場
埼玉市浦和駒場體育場（Saitama City Urawa Komaba Stadium）位於日本埼玉市浦和區，主要舉行田徑及足球等比賽。日本職業足球聯盟的浦和紅鑽把部分賽事安排在此。埼玉市公園綠地協會管理。

## 歷史
- 1967年（昭和42年） - 浦和市駒場足球場興建。
- 1982年（昭和57年） - 增設了跑道、改名浦和市駒場陸上競技場。
- 1993年（平成5年） - 增設了夜間比賽施設和座位。（容納10,000名）
- 1994年（平成6年） - 爲了日本職業足球聯賽的要求、球場關閉並開始改建工程。
- 1995年（平成7年） - 建成改建工程、而改名埼玉市駒場體育場。
- 2012年（平成24年） - 再更名埼玉市浦和駒場體育場。

## J联赛使用状況

### 浦和红钻
在埼玉2002体育场竣工后，由于容量等原因，逐渐取代驹场，成为浦和红钻在联赛中主要使用的球场。不过，由于驹场曾见证浦和红钻早期降级J2、升回J1以及2003年联赛杯夺冠庆典，浦和球迷仍将驹场体育场视为圣地。正因如此，这座球场的主场球票很快就被抢购一空，以极难抢购而闻名。从2005年开始，除了A球门后备席和A客席=客场后备席以外的所有席位都作为季票出售，使得购票更加困难。
2007年，驹场举办的浦和红钻主场比赛进一步减少，只剩下2场J联赛和1场天皇杯的比赛还在驹场举办（亚冠联赛和联赛杯则全部设在埼玉2002体育场）。2010年则只有1场联赛杯和2场天皇杯比赛在此举办。2011年开始改造之后，浦和红钻的J联赛和联赛杯主场比赛不再在驹场举办，但2012年改造完成后，每年浦和红钻在天皇杯的主场比赛中，有2-3场在驹场举办，然而观众人数往往少于1万人。
2020年，由于埼玉2002体育场是2020年东京奥运会指定比赛场地之一，一度计划将7月5日与横滨水手的比赛放在驹场进行。这将是2009年以来第一次举办浦和红钻的J联赛赛事。但由于疫情，东京奥运会顺延，实际上该比赛仍在埼玉2002体育场进行。
2021年，基于同样理由，浦和红钻同鸟栖沙岩（8月14日）、广岛三箭（8月25日）的J联赛移至驹场举办。

### 大宫松鼠
2005-2007年，埼玉市大宫公园足球场改造期间，曾作为大宫松鼠的临时主场。

### 出岛看台
“出岛”看台是指驹场体育场的客队看台，源自于长崎出岛，可容纳400名客队球迷。

2001年4月14日，浦和红钻对阵FC东京的赛后，发生了浦和红钻球迷在体育场外边封堵FC东京球迷长达3小时的“出岛事件”。这次冲突源自于FC东京球迷唱歌，嘲讽并挑衅浦和红钻的福田正博和外援Livonir Ruschel（曾在2000年效力FC东京）。
由于出岛看台位于扬声器正下方，客队球迷助威声往往被扬声器遮住，即使是近处的门将也无法听到。

## 主要賽事
- 浦和紅鑽主場比賽
- 大宮松鼠主場比賽（2005年-2007年）
- 浦和紅鑽女子隊主場比賽
- 全國高等學校足球選手権大會

## 交通
鐵路
- JR：浦和站、北浦和站歩行到約需20分鐘。

市區交車
- 國際興業巴士：（浦51路）到「駒場運動公園入口」下車。

## 图片

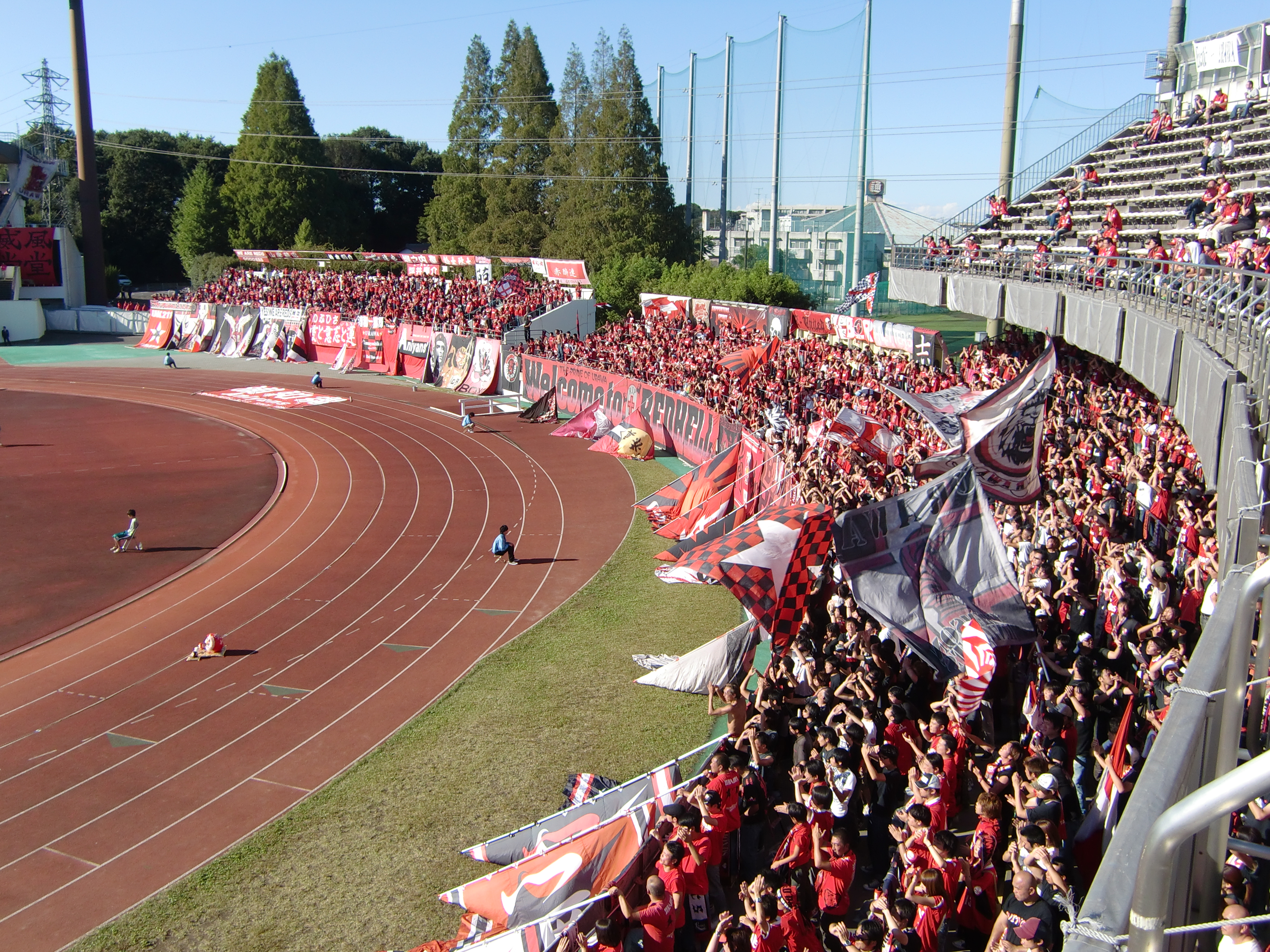
2010年撮影
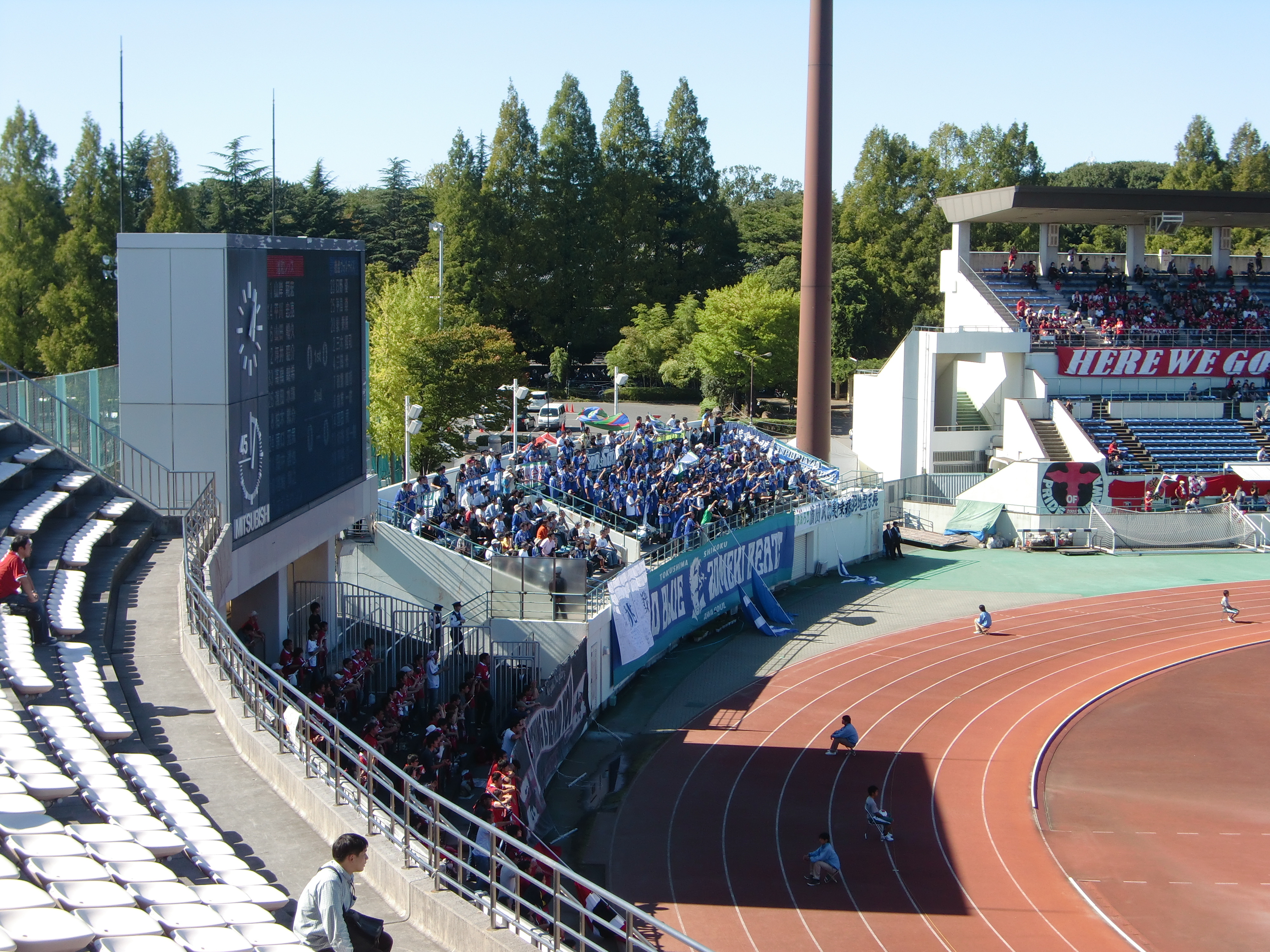
2010年撮影，客队看台“出岛”
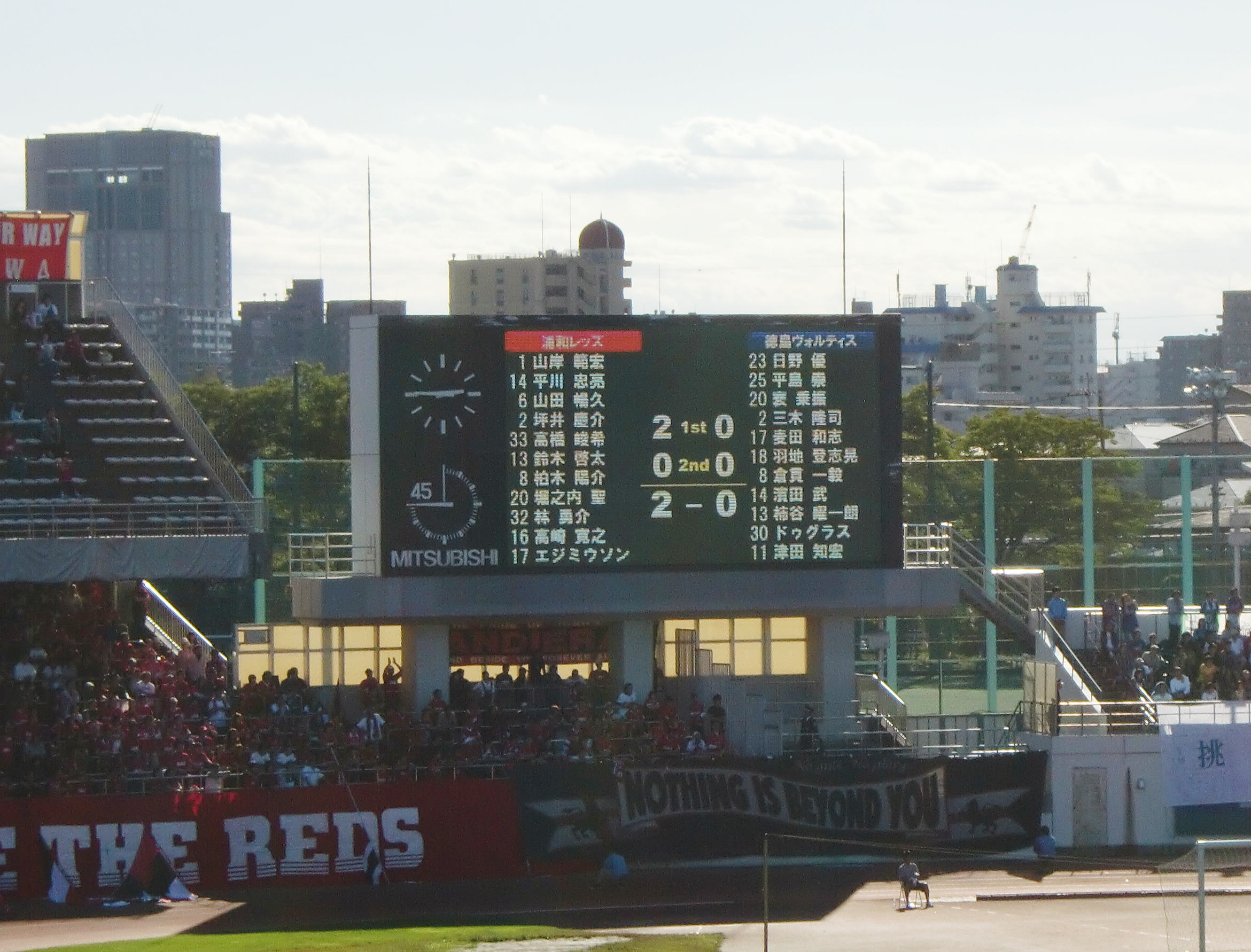
2010年撮影

## 外部連結
- 埼玉市官方網頁 駒場運動公園 （日語）

1. 1 2  .   [2021-07-20]. （原始内容存档于2021-04-24）.
2. ↑  . 浦和红钻俱乐部官网.   [2021-08-06]. （原始内容存档于2021-08-06）.
3. ↑  J'sサッカー Vol.3（2007年5月販売）P66・P69
4. 1 2 3  清尾淳. . COLUMN コラム MDPはみだし話. 埼玉縣信用金庫. 2001-04-24  [2021-07-20]. （原始内容存档于2021-01-21）.